# Omø
Omø är en dansk ö i Stora Bält. Den ligger ca 17 km sydväst om Skælskør. På ön bor det 166 människor (2020). och ytan är 4,52 km².
Omø kan nås med färja från Stigsnæs vid Skælskør.
På öns västligaste spets, udden Langelandsøre, står Omø Fyr.
Omøs sydligaste spets kallas Ørespids och den nordligaste Revspids.

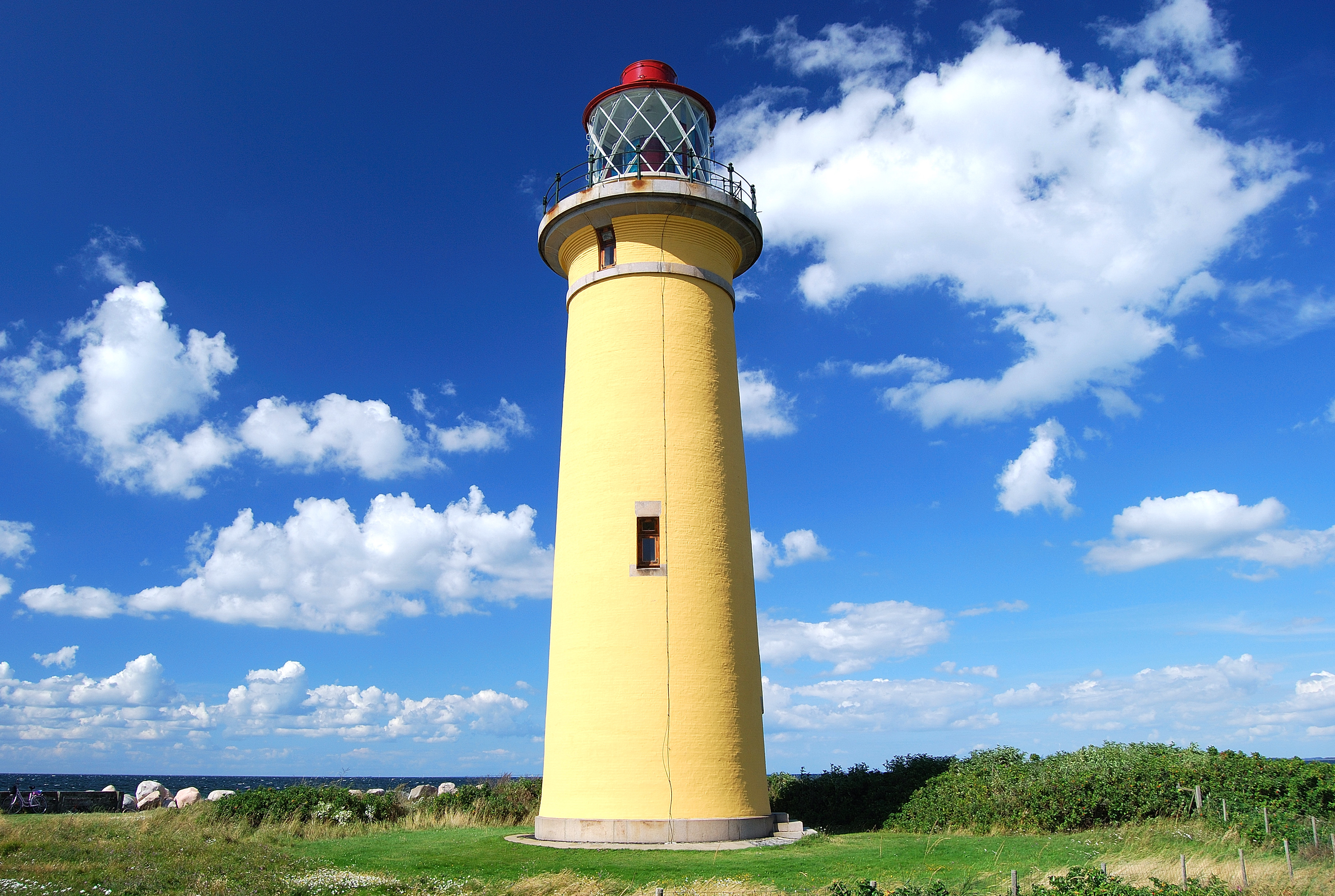
Omø Fyr